# 山克罗根 (南卡罗来纳州)
山克罗根（英文：Mount Croghan），是美国南卡罗来纳州下属的一座城市。城市类型是“Town”。其面积大约为0.76平方英里（1.97平方公里）。根据2010年美国人口普查，该市有人口195人，人口密度约为每平方 英里256.92人（约合每平方公里99.2人）。